# Grand Prix international de Rhodes 2017
La 1re édition du Grand Prix international de Rhodes a lieu le 5 mars 2017. La course fait partie du calendrier UCI Europe Tour 2017 en catégorie 1.2.

## Présentation

### Équipes
Classé en catégorie 1.2 de l'UCI Europe Tour, le Grand Prix International de Rhodes est par conséquent ouvert aux équipes continentales professionnelles grecques, ainsi qu'à un maximum de deux étrangères, aux équipes continentales, aux équipes nationales et aux équipes régionales et de clubs.
Trente équipes participent à ce Grand Prix International de Rhodes - dix-huit équipes continentales,  huit équipes régionales et de clubs et quatre équipes nationales :
| Équipes continentales           | Équipes continentales | Équipes continentales |
| Nom de l'équipe                 | Pays                  | Code                  |
| ------------------------------- | --------------------- | --------------------- |
| Copenhagen                      | Danemark              | CPH                   |
| Cyclesport.se-Memil             | Koweït                | CSM                   |
| Dauner D&DQ-Akkon               | Allemagne             | TDA                   |
| FixIT.no                        | Norvège               | FIX                   |
| Hrinkow Advarics Cycleang       | Autriche              | HAC                   |
| Leopard                         | Luxembourg            | LPC                   |
| Lotto-Kern-Haus                 | Allemagne             | LKH                   |
| Minsk CC                        | Biélorussie           | MCC                   |
| Nice                            | Koweït                | NCT                   |
| Roth-Akros                      | Suisse                | TRA                   |
| Sauerland NRW-Henley & Partners | Allemagne             | SVL                   |
| SKC Tufo Prostějov              | Tchéquie              | SKC                   |
| Torku Şekerspor                 | Turquie               | TRK                   |
| Tre Berg-PostNord               | Suède                 | TTB                   |
| Uno-X Hydrogen Development      | Norvège               | UXT                   |
| Véloconcept                     | Danemark              | TVC                   |
| Vorarlberg                      | Autriche              | VOL                   |
| Wiggins                         | Royaume-Uni           | WGN                   |

| Équipes régionales et de clubs | Équipes régionales et de clubs | Équipes régionales et de clubs |
| Nom de l'équipe                | Pays                           | Code                           |
| ------------------------------ | ------------------------------ | ------------------------------ |
| Équipe mixte Iviskos-Rodilios  | Grèce                          |                                |
| Équipe mixte SP Tableware      | Grèce                          |                                |
| Embrace the World              | Allemagne                      |                                |
| Feldbinder Owayo KTM           | Autriche                       |                                |
| For Galilee Cycles Israel      | Israël                         |                                |
| Maxxis 4 Racing                | Royaume-Uni                    |                                |
| Οpelit-Fachklinik Dr Herzog    | Allemagne                      |                                |
| Velo Schils Interbike          | Royaume-Uni                    |                                |

| Équipes nationales           | Équipes nationales | Équipes nationales |
| Nom de l'équipe              | Pays               | Code               |
| ---------------------------- | ------------------ | ------------------ |
| Équipe nationale de Finlande | Finlande           | FIN                |
| Équipe nationale de Grèce    | Grèce              | GRE                |
| Équipe nationale de Pologne  | Pologne            | POL                |
| Équipe nationale de Suisse   | Suisse             | SUI                |

## Classements

### Classement final
| \| Classement général \| Classement général \| Classement général \| Classement général \| Classement général \| \| Coureur \| Coureur \| Pays \| Équipe \| Temps \| \| ------------------ \| ------------------ \| ------------------ \| -------------------- \| ------------------ \| \| 1er \| Alan Banaszek \| Pologne \| Pologne \| 4 h 38 min 50 s \| \| 2e \| Ahmet Örken \| Turquie \| Torku Şekerspor \| + 0 s \| \| 3e \| Joshua Huppertz \| Allemagne \| Team Lotto-Kern Haus \| + 0 s \| \| 4e \| Lukas Rüegg \| Suisse \| Suisse \| + 0 s \| \| 5e \| Carmelo Foti \| Italie \| Leopard Pro Cycling \| + 0 s \| \| 6e \| Roland Thalmann \| Suisse \| Roth-Akros \| + 0 s \| \| 7e \| Ken-Levi Eikeland \| Norvège \| FixIT.no \| + 0 s \| \| 8e \| Geórgios Boúglas \| Grèce \| SP Tableware \| + 0 s \| \| 9e \| Fabian Lienhard \| Suisse \| Team Vorarlberg \| + 0 s \| \| 10e \| Mark Sehested \| Danemark \| VéloCONCEPT \| + 0 s \| |                   |           |                      |                 |
| |                   |           |                      |                 |
| Source : ProCyclingStats |                   |           |                      |                 |
| Classement général |                   |           |                      |                 |
| Coureur | Coureur           | Pays      | Équipe               | Temps           |
| 1er | Alan Banaszek     | Pologne   | Pologne              | 4 h 38 min 50 s |
| 2e | Ahmet Örken       | Turquie   | Torku Şekerspor      | + 0 s           |
| 3e | Joshua Huppertz   | Allemagne | Team Lotto-Kern Haus | + 0 s           |
| 4e | Lukas Rüegg       | Suisse    | Suisse               | + 0 s           |
| 5e | Carmelo Foti      | Italie    | Leopard Pro Cycling  | + 0 s           |
| 6e | Roland Thalmann   | Suisse    | Roth-Akros           | + 0 s           |
| 7e | Ken-Levi Eikeland | Norvège   | FixIT.no             | + 0 s           |
| 8e | Geórgios Boúglas  | Grèce     | SP Tableware         | + 0 s           |
| 9e | Fabian Lienhard   | Suisse    | Team Vorarlberg      | + 0 s           |
| 10e | Mark Sehested     | Danemark  | VéloCONCEPT          | + 0 s           |

### UCI Europe Tour
Ce Grand Prix International de Rhodes attribue des points pour l'UCI Europe Tour 2017, par équipes seulement aux coureurs des équipes continentales professionnelles et continentales, individuellement à tous les coureurs sauf ceux faisant partie d'une équipe ayant un label WorldTeam.
| Position,          | 1er | 2e | 3e | 4e | 5e | 6e | 7e | 8e à 10e |
| Classement général | 40  | 30 | 25 | 20 | 15 | 10 | 5  | 3        |

## Liste des participants
| Légende | Légende                                                                          | Légende | Légende                                                    |
| ------- | -------------------------------------------------------------------------------- | ------- | ---------------------------------------------------------- |
| Num     | Dossard de départ porté par le coureur sur ce Grand Prix International de Rhodes | Pos     | Position à l'arrivée de la course                          |
|         | Indique un maillot de champion national ou mondial, suivi de sa spécialité       | NP      | Indique un coureur qui n'a pas pris le départ de la course |
| AB      | Indique un coureur qui n'a pas terminé la course                                 | HD      | Indique un coureur qui a terminé la course hors des délais |